# Aleksandër Vasi
Aleksandër Vasi (Tirana, 13 aprile 1968) è un ex calciatore albanese, di ruolo centrocampista.

## Carriera

### Nazionale
Ha collezionato 3 presenze con la nazionale albanese.

## Statistiche

### Presenze e reti nei club
Statistiche aggiornate al 25 maggio 2005.
| Stagione            | Squadra             | Campionato          | Campionato | Campionato | Coppe nazionali | Coppe nazionali | Coppe nazionali | Coppe continentali | Coppe continentali | Coppe continentali | Altre coppe | Altre coppe | Altre coppe | Totale | Totale |
| Stagione            | Squadra             | Comp                | Pres       | Reti       | Comp            | Pres            | Reti            | Comp               | Pres               | Reti               | Comp        | Pres        | Reti        | Pres   | Reti   |
| ------------------- | ------------------- | ------------------- | ---------- | ---------- | --------------- | --------------- | --------------- | ------------------ | ------------------ | ------------------ | ----------- | ----------- | ----------- | ------ | ------ |
| 1990-1991           | Luftëtari           | KP                  | 30         | 8          | CA              | 0               | 0               | -                  | -                  | -                  | -           | -           | -           | 30     | 8      |
| 1991-1992           | Dinamo Tirana       | KP                  | 30         | 3          | CA              | 0               | 0               | -                  | -                  | -                  | -           | -           | -           | 30     | 3      |
| 1992-1993           | Skoda Xanthī        | AE                  | 1          | 0          | CG              | 0               | 0               | -                  | -                  | -                  | -           | -           | -           | 1      | 0      |
| 1993-1994           | Skoda Xanthī        | AE                  | 21         | 3          | CG              | 0               | 0               | -                  | -                  | -                  | -           | -           | -           | 21     | 3      |
| Totale Skoda Xanthī | Totale Skoda Xanthī | Totale Skoda Xanthī | 22         | 3          |                 | 0               | 0               |                    | -                  | -                  |             | -           | -           | 22     | 3      |
| Totale carriera     | Totale carriera     | Totale carriera     | 82         | 14         |                 | 0               | 0               |                    | -                  | -                  |             | -           | -           | 82     | 14     |